# Lobostemon stachydeus
Lobostemon stachydeus là loài thực vật có hoa trong họ Mồ hôi. Loài này được DC. mô tả khoa học đầu tiên.